# Крис Вебер
Крис Вебер (енгл. Mayce Edward Christopher Webber III; Детроит, Мичиген, 1. март 1973), познат и под надимком Си-Веб, бивши је амерички кошаркаш. Играо је на позицији крилног центра. Пет пута је био учесник НБА Ол-стар меча, а био је изабран за новајлију године и за првог пик на НБА драфту.

## Успеси

### Појединачни
- НБА Ол-стар меч (5): 1997, 2000, 2001, 2002, 2003.
- Идеални тим НБА — прва постава (1): 2000/01.
- Идеални тим НБА — друга постава (3): 1998/99, 2001/02, 2002/03.
- Идеални тим НБА — трећа постава (1): 1999/00.
- НБА новајлија године: 1993/94.
- Идеални тим новајлија НБА — прва постава: 1993/94.